# The Hump, Antarktis
The Hump är en bergstopp i Antarktis. Den ligger i Västantarktis. Argentina, Chile och Storbritannien gör anspråk på området. Toppen på The Humpär 360 meter över havet.
Terrängen runt The Humpär lite kuperad. Havet är nära Joroba åt nordost. Trakten är obefolkad. Det finns inga samhällen i närheten.